# الطريقة العيساوية

موسيقيي فرقة عيساوة

رقصة عيساوة وصابر قديمًا.

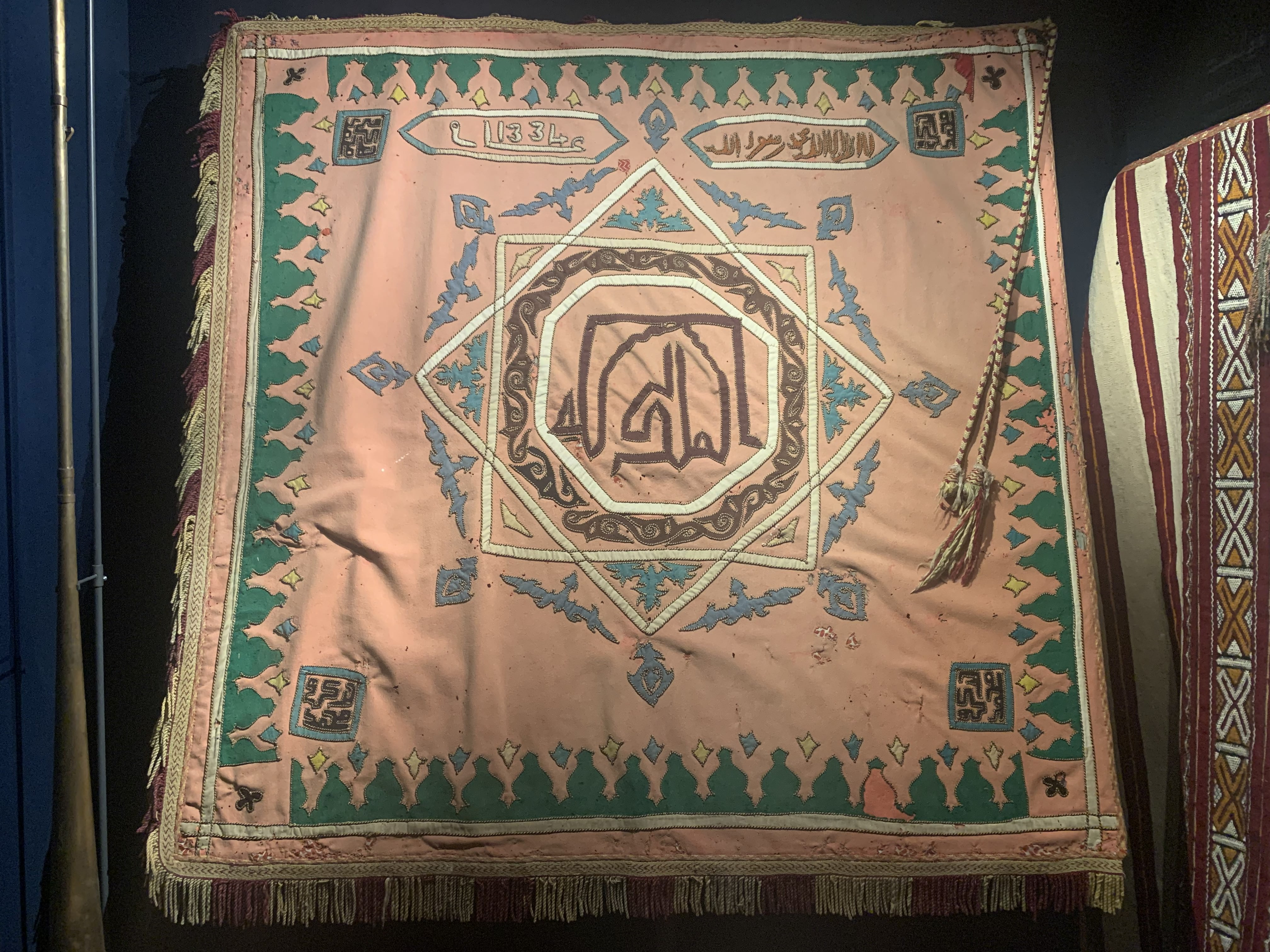
أعلام عيساوة من مكناس (سنة 1915).

عيساوة أو الطائفة العيساوة (أحيانا أيضا توضيح ل عيساوي أو جذبة عيساوية) هي فرقة صوفية مغربية أسسها الشيخ الكامل محمد الهادي بن عيسى المغربي (ولد في قبيلة أولاد أبي السباع في 872 للهجرة وتوفي في 1524م ودفن في مكناس). وتعتبر موسيقى عيساوة نوع من الموسيقى المغربية التي تشتهر به مدينة فاس و مكناس المغربية،  وأصل هذه الفرقة الصوفية تعود بدورها إلى محمد بن سليمان الجازولي. تشتهر الطريقة العيساوة باستعمالها للأمداح بصوت عال واستخدام الموسيقى.

## الموسيقى العيساوية
إن الموسيقى العيساوية هي امتداد للمذهب الصوفي العيساوي، تعتمد على تعاليم ذلك المذهب نفسه، وتتغنى بقصائده وأمداحه الصوفية. إن للموسيقى العيساوية ميزة مخاطبة الروح والجسد، وإعطاءها الأولوية للإيقاع خلافاً للطرق الصوفية الأخرى التي تعتمد على ذكر الله ومدح الرسول فقط.
"الإيقاع العيساوي يجعل الذات تهتز بالأذكار، وتعتمد على الإيقاع الحضّاري والذي يحتوي على مجموعة من الأشكال.

## الليلة العيساوية
كبقية الأنواع الموسيقية الصوفية، لليلة العيساوية طقوس وتفاصيل مقدسة تبتدئ بالدخلة، إذ يقف أفراد الفرقة العيساوية أمام المنزل الذي يقام به الحفل، ويقومون بذكر الله، ويجري استقبالهم من طرف المحتفلين في الخارج خلال ترديد الفرقة لـ (حنا جيناكم يا ناس الدار نسعاوا على أبوابكم نسعاوا الله الكريم ويسقينا من حوضكم)، حتى يصل الناس إلى حد أقصى من التشويق ثم يدخل العيساويون بالأعلام والمبخرة مع ذكر الله (الله دايم، الله عظيم).
مرحلة التقيِيلة، التي تنطلق بعد دخول الفرقة لوسط المنزل، يبقون خلالها واقفين لفترة معينة وهم يرفعون الفاتحة (الدعاء) لأهل البيت، ثم يجلسون ويتابعون ذكر الله، ومن ثم تأتي مرحلة الحضرة، إذ تجعل كثرة المدح والإيقاعات الصوفية من يعانون من ضغوط نفسية على تفريغ مكنونات أنفسهم بالجذبة، وهي تمايل بالجسد عند وصول مرحلة من النشوة الروحية.

## اللباس العيساوي
```
توارثت عائلات عدة، خصوصاً الفاسية والمكناسية الموسيقى العيساوية، وحافظوا على الإيقاعات مع القيام باجتهادات معينة، لكن جرى تغيير في طريقة اللباس، إذ عوضت الجلابيب المنمقة الحنديرة، وهو قميص يصنع بمواد بسيطة تعكس مستوى عال من الزهد والتصوف، وكان يلبسها مريدو الطريقة العيساوية الذين يسمون فقراء، وظل يضعها إلى الآن أعضاء الفرق العيساوية ممن يقوموا بالتمايل على أنغام تلك الموسيقى، بينما أصبح العازفون يلبسون الجلابيب والعمامات، وهذه الأخيرة وحدها تشكل شرطاً لالتحاق كل عضو بالفرقة، بالتالي لا يمكنه مرافقة المجموعة إذا لم يكن يرتديها.
```

## شروط الالتحاق
لدخول عالم الموسيقى العيساوية شروط ومناهج دقيقة، بحيت ان المولع بهذا العالم يكون له الشغف منذ الصغر ويُشترط على الأطفال خلال المرحلة الأولى الجلوس والاستماع من دون التحرك أو التكلم لكي لا يحدثوا ضجة قد تؤثر في مسار الليلة العيساوية، كما يجري تعليمهم تدريجاً جوهر الطريقة التي تعتمد على الانضباط والروية واحترام الآخرين، وبالخصوص أولئك الأكبر سناً ومنزلة داخل الجماعة، ومن تجليات ذلك الاحترام تقبيل الوافد الجديد لكتف معلميه عندما يمنحونه آلة موسيقية معينة، إيذاناً بأنه وصل مرتبة تؤهله الالتحاق الفعلي بالفرقة الموسيقية.

## تاريخ رقصة عيساوة
تنتسب الطريقة العيساوية إلى محمد بنعيسى، الذي عاش بمدينة مكناس وبها كان يبث تربية صوفية إلى أن توفي سنة 1526، احتفظت الذاكرة الشعبية بصورة عن هذه الشخصية كرجل صالح وأستاذ روحي. والتصق به لقب «الشيخ الكامل» إلى اليوم، لما كان يربي عليه المريدين من عمق روحي عن طريق العناية الخاصة بالذكر وتلاوة القرآن وسرد الأمداح والصلوات على رسول الله تؤدى الأناشيد والألحان عند عيساوة بالاعتماد على الدقات بواسطة آلات التعريجة، الطاسة، البندير، الطبلة، الدف، وأبواق النفير، وعبر أداء جماعي ولحن انفرادي. ويشتهر شعبيا عن هذا النسيج الموسيقي أن له وقعا خاصا على المستمعين، الذين قد يحدث عند بعضهم انفعال خاص، وأن له مؤهلات استشفائية لبعض الأحوال النفسانية تتم إقامة حفلة عيساوة في المناسبات الدينية كالمواسم وعيد المولد النبوي وعشية الجمعة بعد صلاة العصر أو في مناسبات اجتماعية كالعقيقة وحفل الزواج أو الختان وتبقى أعظم مناسبة لطائفة عيساوة هي مناسبة الاحتفال بذكرى الشيخ المؤسس، بموازاة مع احتفالات عيد المولد النبوي الشريف، حيث تتجمع كافة الفرق العيساوية ومريدوهم من مختلف أقاليم المغرب في أيام بهيجة مملوءة بالتسبيح وبالأناشيد والعزف والرقص.
ويتخلل ذلك الموسم بعض من تقاليد الطريقة العيساوية، التي تعود إلى تقاليد صوفية أو إلى بعض الممارسات الشعبية المتجذرة يختلط فيها الإيمان مع الطموح إلى إظهار صفات الشجاعة وقهر الطبيعة، والطموح إلى التعامل مع أرواح العالم غير المرئي. وإذ كان كل هذا لا يعتبر شيئا أصيلا في عالم الروح والتصوف فإنه مع ذلك أكسب شهرة شعبية واسعة لفرق الطائفة العيساوية، وجعل بعضها يبحث في سبيل تنقية الممارسة للتقاليد وتحسين الأداء لها بتطعيمها مثلا بموسيقى الآلة الأندلسية والملحون أو بالتأكيد على المعنى الديني فيها، كما هو الشأن بالنسبة لفرقتي فاس ومكناس.
الطقوس العيساوية تعتمد على الجدبة كمكون اساسي وهي تشبه الشطحات الصوفية ويتم فيها المنادات على الاولياء وشيوخ الطائفة المتوفين وفي اغلب الاحيان تكون اغماءات من طرف النساء ويتوجب احضار معزة تقدم كقربان للجواد أو صحاب المكان والجواد في الثقافة الشعبية المغربية هم الجن تاخذ المعزة خلال مراحلة من الطقوس لتقدف في السماء من طرف عيساوة ويتم تفريق اطرافها وهي طائرة واراقت دمائها دون سكين فقط عن طريق الجر والشد ويشرب البعض من دماءها خلال الحضرة اغلب المغاربة لايؤمنون بهذه الطقوس ويلجؤ اليها البعض.